# Lubianka (Piłatka)
Lubianka – część wsi Piłatka w Polsce, położona w województwie mazowieckim, w powiecie radomskim, w gminie Iłża.
Do 1954 gromada w gminie Krzyżanowice, następnie w gromadzie Chwałowice, a 1969-1972 w gromadzie Pasztowa Wola.
Wierni kościoła rzymskokatolickiego należą do parafii Wniebowzięcia Najświętszej Maryi Panny w Iłży.